# Michael Reusch
Michael Reusch (* 3. Februar 1914 in Rothrist, Kanton Aargau; † 6. April 1989 in Rothrist) war ein Schweizer Turner und Olympiasieger.
Der Vater stammte aus Neuhausen an der Erms (heute Stadtteil von Metzingen) und hatte 1912 in der Schweiz eine Frau aus Rothrist geheiratet.
Bei den Olympischen Sommerspielen 1936 in Berlin nahm Michael Reusch an allen acht Wettkämpfen im Gerätturnen teil. Er gewann die Silbermedaille am Barren hinter dem Deutschen Konrad Frey und holte mit der Schweizer Mannschaft eine weitere im Mehrkampf.
Zwölf Jahre später an den Olympischen Sommerspielen 1948 in London gewann er im Alter von 34 Jahren schliesslich die Goldmedaille am Barren. Weitere Silbermedaillen gabs an den Ringen hinter dem Schweizer Teamkameraden Karl Frei und wiederum im Mannschaftsmehrkampf.
Reusch war der erfolgreichste Teilnehmer an den Turn-Weltmeisterschaften 1938 in Prag und wurde dreifacher Weltmeister am Reck, am Barren und am Pauschenpferd. Er gewann ausserdem die Silbermedaille an den Ringen und im Mannschaftswettbewerb.